# 체코 해적당
체코 해적당(체코어: Česká pirátská strana)은 체코의 자유주의 정당이자 해적당으로, 2009년 설립되었다. 2017년 총선에서 체코 사회민주당, 보헤미아 모라바 공산당과 같은 주류 좌익 정당이 힘을 잃고 의석의 절반 이상을 잃자, 이 당은 기존의 사회민주당의 리버럴 지지자들을 흡수하여 급속하게 성장하였다. 현재 체코 대의원에 22석을 확보하고 있으며, 시민민주당에 이은 제2야당이자 제3당이다.

## 같이 보기
- 시민 자유지상주의